# Piotr Krenitsyn
Piotr Kuzmich Krenitsyn (del ruso: Пётр Кузьмич Креницын) (1728 - 4 de julio de 1770), escrito Krenitzin en los Estados Unidos, fue un capitán/teniente de la Armada Imperial Rusa recordado por haber explorado las costas de Kamchatka y las islas Aleutianas. Siguiendo a la trágica aventura de 1741 de Vitus Bering, Krenitsyn fue el primer ruso en liderar una expedición a Alaska y las islas Aleutianas enviada en secreto por la emperatriz Catalina II de Rusia para explorar la parte norte del océano Pacífico, y particularmente el área alrededor del estrecho de Bering.

## Biografía
Krenitsyn nació en 1728 y en 1742 ingresó en el Cuerpo Naval de Cadetes. Al año siguiente ascendió a guardiamarina y en 1748 ya era oficial. En 1760, al mando de la nave Júpiter, participó en el sitio de Kołobrzeg y se ganó la estima del contralmirante Semyon Ivanovitch Mordvinov.
En cuanto la emperatriz Catalina II de Rusia supo que algunos industriales rusos habían descubierto varias islas en el mar de Bering, ordenó a la Junta del Almirantazgo que se enviasen inmediatamente oficiales y navegantes que tuviesen conocimiento en ciencias del mar y diligencia para reconocer el ahora conocido como mar de Bering y reivindicar para Rusia tierras desconocidas. La elección recayó en el capitán de corbeta Krenitsyn, que fue nombrado en 1764 como jefe de esa expedición secreta, equipada para estudiar las islas recién descubiertas. Se designó como ayudante a Mikhail Levashev y les acompañaban los navegantes M.F. Krasheninnikov e I. Shabanov. Krenitsyn se dirigió por tierra al puerto de Ojotsk, donde llegó a finales de 1765, zarpando de allí al año siguiente, el 10 de octubre de 1766, al mando del bergantín St. Catherine, con Levashev en el St. Paul y dos pequeñas embarcaciones más. En la travesía los barcos fueron separados por una fuerte tormenta y Krenitsyn se estrelló el 25 de octubre frente a la costa de Kamchatka, cerca de Bolsheretsk. Fueron llevados a tierra por una de las naves acompañantes.
En 1767 construyó su propia embarcación, la St. Gabriel, y con ella Krenitsyn dobló el cabo Lopatka —el punto más meridional de la península de Kamchatka— y se mudó de Bolsheretsk a Ust-Kamchatska. En 1768, al mando de la St. Catherine, salió del río Kamchatka hasta el mar de Bering y llegó a la isla de Unalaska. Después de esperar allí a Levashev, que estaba realizando un reconocimiento de las islas del Comandante, Krenitsyn se trasladó a la isla de Unimak, que era el punto de encuentro intermedio. Luego Krenitsyn y Levashev examinaron la costa norte de la península de Alaska y nombraron ciertos accidentes costeros, como las islas Avatanak, Akutan y Tigalda, que fueron recogidos en los mapas que se publicaron posteriormente. A finales de 1768 Krenitsyn regresó a la isla de Unimak y pasó el invierno allí, en el estrecho entre Unimak y la península de Alaska, perdiendo durante el invierno la mayor parte de su tripulación por el escorbuto. En el verano de 1769 Krenitsyn reconoció y cartografió un grupo de pequeñas islas localizadas entre las islas de Unimak y Unalaska, un grupo que posteriormente sería nombrado en su honor.
En 1769, ya ascendido a capitán de primera y al mando de los mismos barcos, la expedición fue a Kamchatka, donde los dos barcos invernaron de nuevo. Durante ese viaje Krenitsyn se ahogó el 4 de julio de 1770 en el río Kamchatka. La  expedición volvió a Ojotsk al mando del ya entonces capitán de corbeta Levashev, y después los hombres regresaron a San Petersburgo. Debido a la mala y apresurada construcción de los buques, a la falta de alimentos y a la actitud hostil de los indígenas esta expedición, que llevó más de cuatro años, apenas obtuvo ningún resultado visible.
Basándose en los datos recogidos por Krenitsyn y Levashev se elaboró la primera carta de las islas Aleutianas y se eligió un buen puerto en la isla de Unalaska (el puerto de St. Paul, hoy Dutch Harbor).
Las islas Krenitzin, y el volcán más alto de la isla de Onekotan, fueron nombrados por el capitán Mikhail Tebenkov en honor de este explorador ruso pionero. También llevan su nombre un estrecho entre las islas Onekotan y Jarimkotan y un cabo en esta última isla de Jarimkotan, en la bahía de Bristol.